# Château de Pommier (Cortevaix)
Pour les articles homonymes, voir Château de Pommier.
Le château de Pommier est situé sur la commune de Cortevaix en Saône-et-Loire, à flanc de pente.

## Description
La construction se dresse au nord d'une cour à laquelle on accède au sud par une porte charretière et une porte piétonne en plein cintre. Elle consistait à l'origine en un corps de logis rectangulaire à deux étages carrés, flanqué de deux tours rondes, l'une sur son angle nord-est, l'autre sur sa façade sud. Cette dernière possède encore les trois consoles d'une bretèche qui dominait une porte disparue. Des bâtiments annexes ont été plaqués au XIXe siècle contre cette façade sud.
La chapelle, voûtée d'arêtes, était située à l'étage.
Le château, propriété privée, ne se visite pas.

## Historique
- fin XIVe siècle : le fief est tenu par une famille qui en porte le nom
- 1478 : le seigneur de Pommier prête hommage à Louis XI
- XVIe siècle : les Chemilly possèdent la terre
- début XVIIe siècle : Claudine de Chemilly épouse Philippe de Raffin qui devient seigneur de Pommier et dont les descendants le demeureront jusqu'à la fin de l'Ancien Régime
- 1633 : une chapelle est fondée
- XVIIe siècle : Georges de Raffin, fils du précédent, lui succède
- XVIIIe siècle : François de Raffin, fils du précédent, lui succède
- époque révolutionnaire : le citoyen Acquin, habitant de Cluny, achète le bien
- vers 1830 : l'ensemble est divisé en lots et acquis par plusieurs propriétaires qui vont le défigurer
- fin XIXe siècle : le capitaine de frégate Cros restaure le corps de logis principal
- XXe siècle : M. Chabrier est propriétaire du château

### Armoiries
- Chemilly : D'azur, à deux pointes d'or partant du chef; à la fasce du même, accompagnée en pointe d'une fleur de lis d'hermine